# Isabel Newstead
Isabel Newstead, MBE, geborene Barr, (* 3. Mai 1955 in Glasgow; † 18. Januar 2007 in Harlow) war eine britische Parasportlerin, die zwischen 1980 und 2004 an sieben aufeinanderfolgenden Paralympischen Spielen teilnahm. Sie errang zehn Gold-, vier Silber- und vier Bronzemedaillen in drei verschiedenen Sportarten.

## Biographie
Bis zum Alter von 15 Jahren betrieb Isabel Newstead wettkampfmäßig Schwimmsport, bis sie das Schwimmen wegen einer Ohrenentzündung aufgeben musste. Mit 19 Jahren wurde ihr Rückenmark durch einen Grippevirus geschädigt, was zu einer Tetraplegie, einer teilweisen oder vollständigen Lähmung aller vier Gliedmaßen, führte, weshalb sie künftig einen Rollstuhl benutzen musste. Zur Rehabilitation schwamm sie im Port Glasgow Otters Swimming Club. Dadurch bekam sie Kontakt zum britischen National-Schwimmteam der Körperbehinderten. Ende der 1970er Jahre zog sie nach Harlow in Essex, um als Systemanalytikerin für Rank Hovis McDougall zu arbeiten. Dort bezog sie eine Wohnung im Erdgeschoss neben einem Schwimmbad. Ihr weiteres Leben war von Erkrankungen und Krankenhausaufenthalten geprägt.
Bei ihren ersten Paralympics, 1980 in Arnhem, errang Newstead drei Goldmedaillen in Schwimmwettbewerbe, 1984 in Stoke Mandeville dreimal Gold und einmal Silber. 1984 gewann sie zudem das Schießen mit der Luftpistole sowie jeweils die Silbermedaille in Kugelstoßen und Diskuswurf. Aus gesundheitlichen Gründen nahm sie bei den Sommer-Paralympics 1988 in Seoul nicht mehr an Schwimmwettbewerben teil, gewann aber Silber im Kugelstoßen und jeweils Bronze mit der Luftpistole und im Speerwurf. Nach den Spielen in Seoul heiratete sie ihren Schießtrainer John Newstead und nahm dessen Namen an; beide engagierten sich im britischen Behindertensportverband. Die BBC produzierte mit ihr mehrere Sendungen.
Bei den Sommer-Paralympics 1992 in Barcelona verpasste Isabel Newstead durch einen Fehler ihres Trainers das Finale, und 1996 in Atlanta fiel sie aus ihrem Rollstuhl und brach sich eine Hüfte. Sie startete trotzdem, blieb aber ohne Medaille. 2000 in Sydney sowie 2004 in Athen errang Newstead Gold mit der Luftpistole in der Kategorie SH1, in Athen stellte sie zudem einen neuen Weltrekord auf.
2006 wurde bei Isabel Newstead Krebs diagnostiziert. Zu diesem Zeitpunkt trainierte sie, um bei den Sommer-Paralympics 2008 in Peking ihren Sieg im Schießen zu wiederholen, und sie lernte Mandarin, während sie mit Chemotherapie behandelt wurde. Sie starb im Januar 2007.

## Ehrungen
1983 wurde Isabel Newstead zur Behindertensportlerin des Jahres in Großbritannien gewählt. In der New Year Honours List 2001 wurde sie für ihre Verdienste um den Behindertensport zum Member of the Order of the British Empire ernannt. 2008 wurde sie in die Scottish Sports Hall of Fame aufgenommen und 2017 in die Stoke Mandeville Hall of Fame.